# Séisme de 1905 de Kangra
Le séisme de Kangra est un séisme survenu dans la vallée de Kangra et dans le district de Kangra, dans la province du Pendjab (en) (actuel Himachal Pradesh) en Inde le 4 avril 1905. Le tremblement de terre avait une magnitude de 7,8 sur l'échelle de magnitude des ondes de surface et a tué plus de 20 000 personnes. En dehors de cela, la plupart des bâtiments des villes de Kangra, de McLeod Ganj et de Dharamsala ont été détruites.

## Contexte
L'épicentre calculé du tremblement de terre se situe dans la zone de poussée le long du front de l'Himalaya formée par la collision continue de la plaque indienne dans la plaque eurasienne. La sous-poussée du sous-continent indien sous le Tibet le long d'une frontière convergente de 2 500 km de long connue sous le nom de poussée himalayenne principale (en) a entraîné le soulèvement de la plaque eurasienne dominante, créant ainsi la longue chaîne de montagnes parallèle à la zone convergente.

## Tremblement de terre
Le tremblement de terre de magnitude 7,8 à 7,9 a frappé l'ouest de l'Himalaya dans l'état de l'Himachal Pradesh à une profondeur estimée à 6 km le long d'une faille chevauchante très peu profonde, probablement sur le détachement principal de l'Himalaya. La zone de rupture est calculée à 280 km × 80 km. La rupture n'a pas atteint la surface, par conséquent, elle est considérée comme un tremblement de terre de poussée aveugle. Une étude plus récente en 2005 a estimé la zone de rupture à 110 km × 55 km sans toutefois casser la surface.

## Dégâts
Le tremblement de terre a atteint un pic d'intensité de X échelle Rossi-Forel à Kangra. À environ 150 km de cette zone au sud-est, une zone d'intensité accrue atteignant VIII a été enregistrée. Cette intensité inhabituellement élevée loin du tremblement de terre dans la plaine indo-gangétique comprenait les villes de Dehradun et de Saharanpur. Il a été ressenti VII dans des villes comme Kasauli, Bilaspur et Chamba et dans le Pakistan voisin, dont Lahore.
Pas moins de 100 000 bâtiments auraient été démolis par le tremblement de terre. On estime qu'au moins 20 000 personnes ont été tuées et 53 000 animaux domestiques sont morts. Le réseau d'aqueducs à flanc de colline qui alimentait en eau la zone touchée a également été gravement endommagé. Le coût total de récupération des effets du tremblement de terre a été calculé à 2,9 millions (1905) de roupies.